# Francisco de Miranda (Anzoátegui)
Francisco de Miranda is een gemeente in de Venezolaanse staat Anzoátegui. De gemeente telt 46.600 inwoners. De hoofdplaats is Pariaguán.